# 行政官
行政官（英語：Administrator of the Government）是用於英聯邦內的一種常設或臨時官職，主要代表君主或中央政府，但通常權力很有限。在澳洲、加拿大和紐西蘭，此職即代理總督，在總督出缺或不能履職時出現。
在澳洲聯邦層面，行政官由在任時間最長的州總督兼任，而在北領地、澳屬印度洋領地和諾福克島，行政官是常設職位，由總督會同聯邦行政會議任命並直接代表聯邦政府，和間接代表王權。
印度的聯邦屬地拉克沙群島、達德拉-納加爾哈維利和達曼-第烏和昌迪加爾也設置行政官，代表中央政府。
在加拿大和紐西蘭，此職則由首席法官兼任。在紐西蘭屬地托克勞，此職類同澳洲領地的行政官。
在主權移交前的香港，總督未能視事或出缺時便由布政司暫兼行政官。
英屬南極領地、英屬印度洋領地、亞克羅提利與德凱利亞英屬基地區皆駐有行政官以各自代表中央政府。